# Gutshaus Märkisch Wilmersdorf

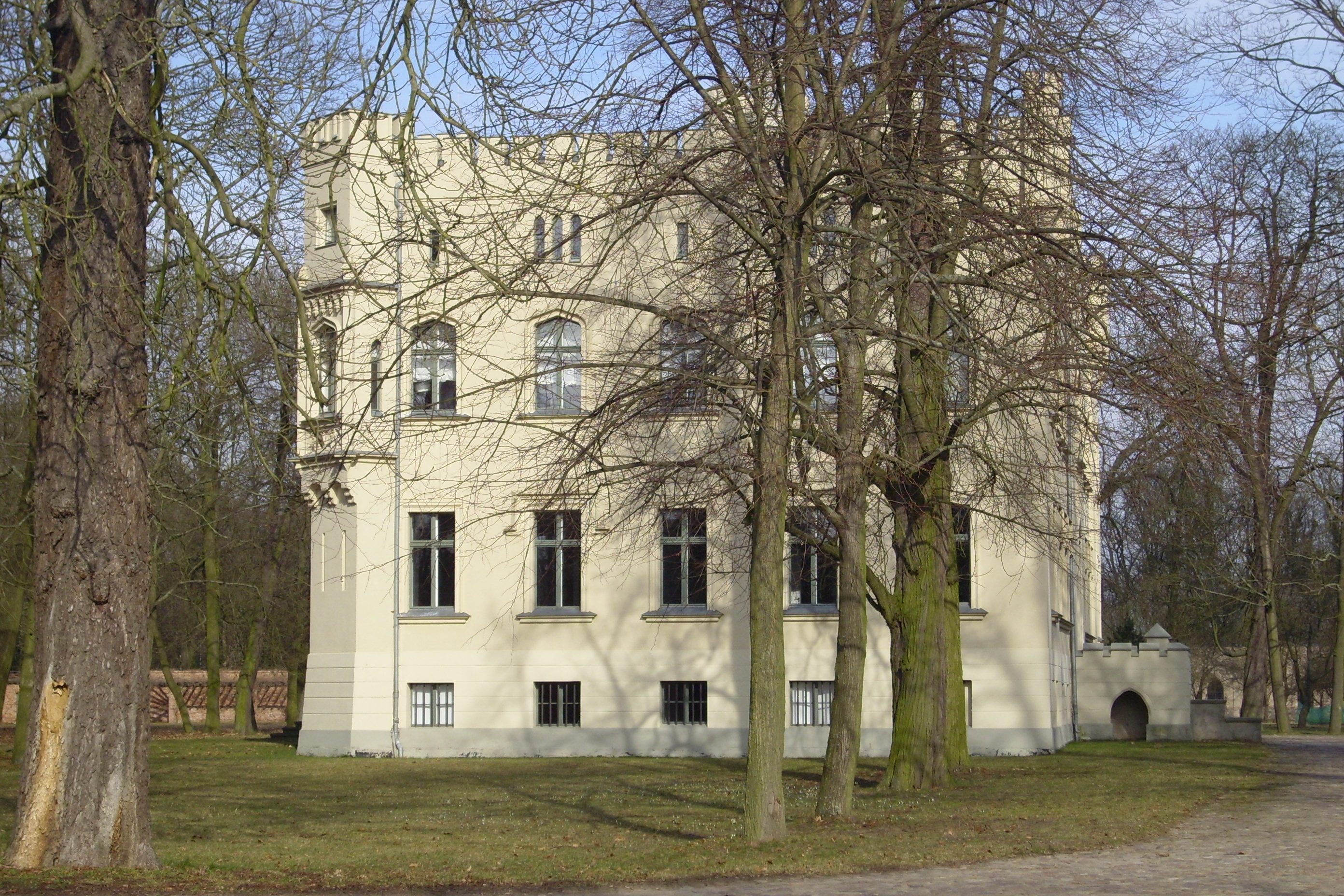
Gutshaus Märkisch Wilmersdorf

Das Gutshaus Märkisch Wilmersdorf (offizielle Bezeichnung in der Landesdenkmalliste Herrenhaus, Gutspark und Wirtschaftshof mit Landarbeiterhäusern) ist ein Gutshaus in Märkisch Wilmersdorf, einem Ortsteil der Stadt Trebbin im Landkreis Teltow-Fläming im Land Brandenburg.

## Lage
Die Landstraße 795 führt von Nordwesten kommend in südlicher Richtung durch den Ort. Das Gutshaus mit Gutspark und Wirtschaftshof sowie den Landarbeiterhäusern steht nördlich des Dorfzentrums auf einer Fläche, die mit einer Mauer eingefriedet ist. In direkter Sichtachse steht südlich die Dorfkirche Märkisch Wilmersdorf.

## Geschichte
Im Jahr 1684 erwarb der Kämmerer des Großen Kurfürsten Friedrich Wilhelm, der Kämmerer und Oberstallmeister Henning Bernd von Schwerin das zuvor zweigeteilte Dorf und erhielt es im Jahr 1701 von Friedrich I. als Lehen. Nach seinem Tod erbte sein Sohn Friedrich Bogislav von Schwerin das Gut und ließ in der ersten Hälfte des 18. Jahrhunderts ein Herrenhaus in Form einer Dreiflügelanlage in U-Form errichten. Über Friedrich Boglislavs Sohn, Friedrich Albrecht, gelangte das Gut an seinen Neffen Friedrich August Leopold Karl von Schwerin. Nach seinen Entwürfen wurde das Herrenhaus im Jahr 1801 umgebaut. Es entstand ein eingeschossiger, neunachsiger Putzbau auf rechteckigem Grundriss mit Krüppelwalmdach. Eine bislang nicht datierbare Abbildung zeigt das Bauwerk mit einem Zwerchhaus mit drei nebeneinander gruppierten Fenstern oberhalb des Eingangsbereichs, der mit Festons geschmückt war. Unterhalb war eine Freitreppe. Hiltrud und Carsten Preuß vermuten in ihrem Werk Die Guts- und Herrenhäuser im Landkreis Teltow-Fläming, dass es sich bei der Abbildung um eine „idealisierte Darstellung“ handeln könnte. Sie verweisen auf eine Ansichtskarte aus dem Jahr 1901, auf dem das Gutshaus an Stelle des Zwerchhauses eine Fledermausgaube besaß. Die Westachse besaß einen leicht heraustretenden Mittelrisalit, der die drei mittleren Achsen – in der sich auch die Eingangstür befand – optisch aufgriff.
Ab 1840 wurde das Gut verpachtet. Schwerin war mit der Gräfin Luise Johanna Friederike von der Schulenburg verheiratet. Aus der Ehe gingen mehrere Kinder hervor. Der Erstgeborene, Christian Ludwig Friedrich Wilhelm heiratete die sehr junge Balletttänzerin Luise Wilhelmine Christiane Ebel, die Fritz Graf von Schwerin gebar. Er übernahm 1890 das Gut, um es in eigener Regie wieder zu bewirtschaften. Um diese Jahrhundertwende umfasste der Besitz 619,46 ha, ein mittelgroßes Gut im Vergleich zu den Nachbarbesitzungen, nebenbei wurde als Besonderheit eine spezielle Gordon-Setter-Jagdhund-Zuchtstelle betrieben. Nach seinen Entwürfen wurde das Herrenhaus erneut bis 1901 als zweigeschossiger Bau im Tudorstil umgebaut. Hiltrud und Carsten Preuß vermuten, dass das Schloss Kittendorf als Vorbild diente. Fritz von Schwerin ließ eine Strom- und Wasserversorgung sowie einen Aufzug zum Transport von Speisen in das Esszimmer installieren. Ein Jahr später wurde er Präsident der Deutschen Dendrologischen Gesellschaft und verpachte ab 1910 das Gut, um sich verstärkt seinen neuen Aufgaben zu widmen. Das Herrenhaus behielt er jedoch und widmete sich erfolgreich der Zucht von Dahlien, die er über den Bahnhof im benachbarten Thyrow vertreiben ließ. Zahlreiche Gehölze wurden im Park zum ersten Mal in dieser Region angepflanzt. Allerdings blieb auch er nicht von den Auswirkungen der Weltwirtschaftskrise in den 1920er Jahren verschont. Er musste Arbeiter entlassen und den Viehbestand reduzieren. Im Jahr 1932 starb sein Sohn Fritz und der Graf verkaufte zum 1. Oktober 1933 das Schloss samt Park an den Millionär Arnold E. Kunheim. Kurz darauf, am 9. März 1934 verstarb der Graf mit 77 Jahren und wurde in der Gruft der Dorfkirche beigesetzt. Im zum Gutshaus zugehörigen Gutsbezirk lebten damals 163 Personen, vom Gutsbesitzer, Rentmeister, die herrschaftlichen Diener und Kutscher, Gutsstellmeister, Brennmeister und Gutsarbeiter samt Familien. Vor der Krise hatte Gut Wendisch-Wilmersdorf eine Größe von 592 ha. Es wurde nicht mehr selbst betreut und war verpachtet an den Gutsnachbarn Wilhelm von Goertze-Großbeuthen, Domherr zu Brandenburg. Die Verwaltung lag in den Händen von Gustav Mittrich.
Kunheim wiederum investierte in das Gut; zwischenzeitlich standen wieder 100 Rinder und 32 Pferde auf dem Hof. Sein Fokus lag auf der Viehzucht, so dass sowohl die Baumschule, wie auch die Sämereien und Gärtnerei in den Hintergrund seiner wirtschaftlichen Aktivitäten traten. Durch Meliorationsarbeiten in den Jahren 1935/1936 sank der Grundwasserspiegel und ein Großteil der Bäume im Park vertrocknete.
Nach dem Zweiten Weltkrieg wurde Kunheim enteignet. 443 Hektar des 486 Hektar großen Gutes wurden an Landarbeiter, Flüchtlinge und Industriearbeiter verteilt. Das Gutshaus diente von 1945 bis 1956 als Unterkunft für Flüchtlinge und Umsiedler. Anschließend zog ein Kinderheim in den Großteil der Räume ein, das zu einem späteren Zeitpunkt den Namen Ernst Thälmann erhielt. Weitere Räume wurden bis 1974 von einer Schule belegt, der Kindergarten zog in das Gärtnerhaus. Die landwirtschaftlichen Flächen wurden ab 1953 von der LPG Einheit bewirtschaftet. Sie übernahm auch die Gärtnerei im Park, der mittlerweile jedoch nach und nach verfiel. Die Teiche waren verlandet, Wege nur noch ansatzweise erkennbar und von 243 im Jahr 1917 aufgelisteten Gehölzen gab es im Jahr 1959 lediglich noch 116 Arten. In den 1970er Jahren musste am Gutshaus eine Reparatur am Dach vorgenommen werden. Arbeiter entfernten bei diesen Arbeiten auch den Zinnenkranz am Hauptgebäude. Zu dieser Zeit fand eine Trennung der Tier- und Pflanzenproduktion innerhalb der LPG statt und im Ort verblieb die Tierproduktion. Trotz des schlechten Zustandes wurden im Jahr 1982 Park und Schloss unter Denkmalschutz gestellt.
In den Jahren 1986 bis 1988 entstand in unmittelbarer Nähe des Schlosses ein Heizhaus – es ging jedoch nie in Betrieb. Etwa zur gleichen Zeit waren Umbau- und Renovierungsarbeiten am Schloss geplant. Die Kinder und Erzieher des Kinderheims zogen 1986 in das Lehrlingswohnheim der LPG um. Nach der Wende ging das Schloss samt Park im Jahr 1999 in den Besitz des Landkreises, der das Heizhaus abreißen ließ. Ein Jahr später erwarb ein Galerist aus Köln das Gebäude und begann mit der Sanierung. Der historische Zinnenkranz wurde dabei ebenso wiederhergestellt wie die alten Gräben im Park. Durch eine eigenständige Wasserhaltung soll der Grundwasserspiegel innerhalb des Parks wieder verbessert werden. Das mittlerweile eingestürzte Gärtnerhaus wurde aufgebaut und mit einem Neubau ergänzt. Es entstanden ein Gewächshaus mit Gemüse- und Obstgarten. Im Park stehen einige Plastiken, darunter ein Werk des Künstlers A. R. Penck.

## Baubeschreibung
Das Gutshaus ist im Kern ein neunachsiger Putzbau mit einem flachen Walmdach, das jedoch durch den Zinnenkranz verdeckt wird. An der Ostseite wird die mittlere Achse durch einen Risalit hervorgehoben. Dort befindet sich eine Freitreppe, die zum Eingang führt. Das Portal ist mit senkrecht angeordneten Putzelementen verziert, die optisch ein darüberliegendes, dreiflügeliges Fenster mit einbeziehen. Links und rechts neben dem Eingang sind im Erdgeschoss je drei hochrechteckige Fenster, die mit einem gekröpften Gesims verziert wurden. Oberhalb sind je drei weitere, schlichter und spitzbogenförmig ausgeführte Fenster. An der Westseite wurden drei Achsen in den Eingangsbereich einbezogen und ebenfalls leicht durch einen Mittelrisalit hervorgehoben. Mittig ist ebenfalls ein großes Portal, darüber in einer Reliefkartusche das Wappen der Familie von Schwerin. Im südlichen Teil entstand ein halbrunder Turm, der über das Dach hinausragt. Vor dem Eingang ist eine Terrasse, die auf einem Söller ruht und ebenfalls mit Zinnen verziert wurde. Sie umrahmt eine weitere Freitreppe, mit der ein Zugang zum Park ermöglicht wird. Auch an der Westseite sind die unteren Fenstergesims gekröpft, die im oberen Geschoss schlichter ausgeführt. An der Nordseite befinden sich ein hoher Turm auf einem quadratischen Grundriss sowie ein weiterer, kleinerer Anbau und ein halbrunder Treppenturm an der Westseite des Turms. Das Bauwerk wird durch einen Eck-Erker an der Südwestseite komplettiert, der über die gesamte Höhe des Bauwerks führt.

## Gutspark
Der Gutspark geht in seinen Ursprüngen in das 18. Jahrhundert zurück. Mit dem Umbau des Gutshauses im Jahr 1801 wurde auch der Park auf etwa neun Hektar erweitert. Hierzu gehörte auch ein rund zwei Hektar großer Gemüsegarten sowie ein rund 2,5 Hektar großer Erlenbruch. Im Jahr 1803 ließ der Graf von Schwerin im südöstlichen Teil des Parks eine rund 2,2 m hohe Gedenksäule aufstellen, die an Ilsabe Sophie von Schwerin, eine geborene von Bredow, erinnerte. Sie war Hofdame der Mutter Friedrichs II. Östlich des Herrenhauses befand sich zu dieser Zeit eine Wiese, die durch halbkreisförmige Wege erschlossen wurde. Die Säule wurde so platziert, dass sie in einer Sichtachse zum Herrenhaus stand. Anfang des 19. Jahrhunderts kam ein Gärtnerhaus hinzu.
Nach 1873 erfolgten mehrfache Umgestaltungen durch Fritz Graf von Schwerin. Er ließ aus dem ehemals barocken Garten einen Garten gestalten, der sich an den Grundprinzipien von Pückler orientierte. Die zuvor streng rechteckig angelegten Teiche wurden neugestaltet, das geradlinige Wegenetz zu Gunsten einer geschwungenen Wegführung aufgelöst. Fritz von Schwerin bezog bei seinen Arbeiten auch immer wieder die unmittelbare Umgebung ein. So ließ er im Jahr 1896 die Allee nach Thyrow mit Bäumen bepflanzen, die rote und weiße Blüten trugen und so seinen Wappenfarben entsprachen. Ab 1901 wurde der Park durch eine Fläche erweitert, die vornehmlich mit Nadelhölzern bewachsen war. Im Jahr 1902 war der Park 18, im Jahr 1917 bereits 32 Hektar groß. Nördlich des Gutshauses befand sich ein Nutzgarten mit Blumen-, Stauden- sowie Obst- und Gemüseflächen. Vermutlich nach 1912 stand im Garten eine Skulptur des Bildhauers August Gaul, die einen 1,52 m hohen Eselsjungen zeigte, aus Bronze gefertigt worden war und die erste erfolgreiche Großplastik des Künstlers darstelle. Fritz von Schwerin ließ im Laufe der Jahre im Park zahlreiche Landschaftsbilder entstehen. Seine Leidenschaft galt jedoch den Ahornen. Auf einer Gehölzliste aus dem Jahr 1917 sind 350 verschiedene Ahornarten oder -formen verzeichnet und war damit aus Ausdruck seines Engagements für die Deutsche Dendrologische Gesellschaft. Sein Wirken war auch dabei nicht auf den Park beschränkt. So ließ er die Kastanienallee am Wietstocker Weg mit Rot- und Weißdorn bepflanzen. Im Jahr 1928 entstand in der Verlängerung der Thyrower Allee am Kreuzungspunkt des Wietstocker Wegs und des Parkwegs ein mächtiges Parktor im Stil der Neogotik. Es bestand aus einer zinnenbekrönten Parkeinfahrt und einem 12 m hohen Turm und wurde im Volksmund „Unsinn“ genannt. Nach 1955 wurde es abgerissen und das Material von Neubauern genutzt.
Nachdem der Park bereits unter Kunheim nicht mehr gepflegt wurde, verwahrloste er in den folgenden Jahrzehnten zusehends. Die fehlende Pflege in Verbindung mit den sinkenden Grundwasserspiegel führten zu erheblichen Schäden an den Bäumen sowie der Struktur. Erst seit den 2000er-Jahren erfolgt eine behutsame Neuanlage, die auch einen Gemüse- und Obstgarten beinhaltet.